# Steinbruch (Insel)
Steinbruch ist eine Insel im Fluss Havel in der Stadt Brandenburg. Die Insel wird durch den Hauptarm der Havel und den Nebenarm Steinhavel gebildet. Sie liegt im Naturschutzgebiet Mittlere Havel und ist sumpfig. Sie liegt zwischen den Ortsteilen Wust und Klein Kreutz.